# Gaius Pomponius Graecinus
Gaius Pomponius Graecinus († 38) war ein römischer Politiker der frühen Kaiserzeit und im Jahr 16 n. Chr. Suffektkonsul.
Graecinus entstammte dem plebejischen Geschlecht der Pomponier. Über seine direkten Vorfahren ist nichts bekannt. Er war ein gebildeter Mann und Freund und Patron von Ovid. Eine Elegie der Amores ist an Graecinus adressiert, der ihm einmal gesagt habe, man könne nicht zwei Frauen zugleich lieben. Auch aus seinem Exil wandte Ovid sich mit drei Briefen an ihn. Dass er Graecinus und dessen Bruder Flaccus darin um Fürbitte bei Augustus bittet, lässt darauf schließen, dass er über einigen Einfluss verfügte. Seit dem Jahr 21 gehörte Pomponius Graecinus den fratres Arvales an. Er starb nach Ausweis der Akten dieses Kollegiums im Jahr 38.
Graecinus hatte mindestens zwei Brüder, die Ovid zusammen mit Mutter und Ehefrau grüßen lässt, darunter Lucius Pomponius Flaccus, der im Jahr nach Graecinus das Konsulat  bekleidete.
Pomponia Graecina, die Ehefrau des Aulus Plautius, die im Jahr 58 wegen Ausübung eines fremden Aberglaubens angeklagt wurde, war höchstwahrscheinlich Tochter des Pomponius Graecinus. Außerdem hatte er einen Sohn, der den gleichen Namen wie der Vater trug.